# Charles W. Misner
Charles W. Misner (1932-24 de julio de 2023) fue un físico estadounidense y uno de los autores del libro Gravitation (junto con John Archibald Wheeler y Kip Thorne). Sus especializaciones incluyen la cosmología y la relatividad general. Su trabajo también influyó en la fundación de los campos de estudio de la gravedad cuántica y la relatividad numérica.

## Biografía

### Carrera académica
Misner recibió su graduado (B.S.) por la Universidad de Notre Dame en 1952. Se trasladó a la Universidad de Princeton donde obtuvo el título de máster (M.A.) en 1954 y completó su doctorado (Ph.D.) en 1957. Realizó su disertación, Outline of Feynman Quantization of General Relativity; Derivation of Field Equations; Vanishing of The Hamiltonian bajo la dirección de John Wheeler.
Antes de completar doctorado, entró en la facultad del Departamento de Física de Princeton con el rango de Instructor (1956–1959) y fue ascendido a profesor de ayudante (1959–1963). En 1963 se trasladó a la Universidad de Maryland, College Park como un profesor asociado y allí consiguió el puesto de profesor en 1966.
Desde 2000, fue profesor emérito de físicas en la Universidad de Maryland, donde continuó siendo miembro del Grupo de Teoría de la Gravitación. Durante su carrera, dirigió a veintidós estudiantes de doctorado, principalmente en Princeton y en la Universidad de Maryland.
Fue profesor visitante en el Instituto Max Planck de Física Gravitacional (también conocido como el Instituto Albert Einstein); el Instituto Kavli de Física Teórica en la Universidad de California, Santa Bárbara; la Academia Pontificia de Cracovia (Polonia); el Instituto de Problemas Físicos en Moscú (durante el tiempo de la Unión Soviética); el Instituto de Tecnología de California, la Universidad de Oxford, y la Universidad de Cambridge.

### Investigación
La mayoría de la investigación de Misner se inscribe en el área de la relatividad general, que describe las interacciones gravitacionales de cuerpos muy masivos. Ha contribuido al temprano entendiendo de la cosmología donde fue un pionero en detectar el problema del horizonte, la función de topología en relatividad general, gravedad cuántica, y relatividad numérica. En las áreas de cosmología y topología, estudió el universo mixmaster, que inventó como intento para mejor la comprensión sobre la dinámica del universo temprano, y desarrolló una solución a la ecuación de campo del Einstein que se conoce como espacio de Misner. Junto con Richard Arnowitt y Stanley Deser, publicó una formulación hamiltoniana de la ecuación de Einstein que rompía la unificación del espacio-tiempo separando espacio y tiempo. Este conjunto de ecuaciones, conocidos como el formalismo ADM, juega una función en algunos intentos de unificar mecánica cuántica con la relatividad general. Es también el punto de partida matemático para la mayoría de las técnicas numéricas de resolución de las ecuaciones de Einstein.

## Obras
- Misner, Charles W.; Kip S. Thorne; John Archibald Wheeler (septiembre de 1973). Gravitation. San Francisco: W. H. Freeman. ISBN 0-7167-0344-0.ISBN 0-7167-0344-0.
- Misner, Charles W.; Patrick A. Cooney (1991). Spreadsheet Physics. Reading, MA: Addison-Wesley. ISBN 0-201-16410-8.ISBN 0-201-16410-8.